# 山西省煤炭焦炭公路销售体制改革方案
山西省煤炭焦炭公路销售体制改革方案是山西省人民政府于2014年11月26日所制定的关于改革山西省内煤炭、焦炭公路运输销售体制的方案。

## 内容
方案要求提出下述要求：
1. 从12月1日起，全部取消相关企业代行的煤炭、焦炭公路运销管理行政授权。
2. 从12月1日起，全部取消煤炭、焦炭公路运销票据。
3. 从12月1日起，全部撤销省内煤炭、焦炭公路检查站、稽查点。

按照该方案，晋能集团有限公司（山西煤炭运销集团有限公司）、山西焦煤集团有限责任公司失去了代省政府行使的煤炭、焦炭公路运销管理行政授权，同时也失去了遍布全省的煤焦公路检查站、稽查点，4万多名相关岗位的职工面临转岗；另据统计，该方案一是全部撤销20家政府机构对企业的21项行政授权；二是全部取消9种票据；三是全部撤销1487个各类站点，其中公路站点170个。